# Edvard Beyer
Edvard Beyer, född 6 oktober 1920 i Haugesund, död 10 november 2003 i Bærum, var en norsk litteraturhistoriker och akademiker. Han var från 1958 till 1990 professor i nordisk litteratur vid Universitetet i Oslo.
Beyer föddes i Haugesund men växte upp i Bergen. Han skrev under en tioårsperiod regelbundet litteraturrecensioner i Bergens Tidende. 1956 skrev han sin doktorsavhandling om Hans E. Kinck och han avlade doktorsexamen samma år. Två år senare utnämndes han till professor vid Universitetet i Oslo.
Beyer bearbetade och utökade sin fader Harald Beyers verk Norsk litteraturhistorie, en bok som senare har använts som en lärobok i litteraturhistoria i Norge. År 1978 gav han ut biografin  Ibsen – The Man and his Work, om författaren Henrik Ibsen. Från 1962 till 1972 var Beyer chefredaktör för den norska tidskriften Edda.
Beyer erhöll Fridtjof Nansens belønning for fremragende forskning 1978. Han var ledamot av Det Norske Videnskaps-Akademi från 1959 och Det Kongelige Norske Videnskabers Selskab från 1993. Han utnämndes 1997 till riddare av första klassen av Sankt Olavs orden.